# Kaleidoscope (Siouxsie and the Banshees-album)
Kaleidoscope är det tredje studioalbumet av det engelska rockbandet Siouxsie and the Banshees debutalbum, utgivet i augusti 1980 genom Polydor Records. Det uppnådde femte placering på den brittiska albumlistan.

## Låtlista
Alla låtar är skrivna och komponerade av Sioux och Severin, om inget annat anges. 
| Nr  | Titel          | Kompositör              | Längd |
| --- | -------------- | ----------------------- | ----- |
| 1.  | Happy House    |                         | 3:52  |
| 2.  | Tenant         |                         | 3:41  |
| 3.  | Trophy         | Sioux, Severin, McGeoch | 3:19  |
| 4.  | Hybrid         |                         | 5:31  |
| 5.  | Clockface      |                         | 1:53  |
| 6.  | Lunar Camel    |                         | 3:02  |
| 7.  | Christine      |                         | 2:59  |
| 8.  | Desert Kisses  |                         | 4:15  |
| 9.  | Red Light      |                         | 3:21  |
| 10. | Paradise Place |                         | 4:34  |
| 11. | Skin           |                         | 3:49  |

## Medverkande
- Siouxsie Sioux – sång, akustisk och elektrisk gitarr, droma-derian, fingercymbaler, kamera, melodica
- Steven Severin – bas, elgitarr, sång, rytmlåda, piano, synthesizer, elektrisk sitar
- Budgie – trummor, munspel, bas, slagverk
- John McGeoch – gitarr, "ellaphone", saxofon, Farfisaorgel, sitar, stråksynth

Övriga
- Steve Jones – gitarr på "Clockface", "Paradise Place" och "Skin"
- Nigel Gray, Siouxsie and the Banshees – producent